# Jörg-Uwe Hahn

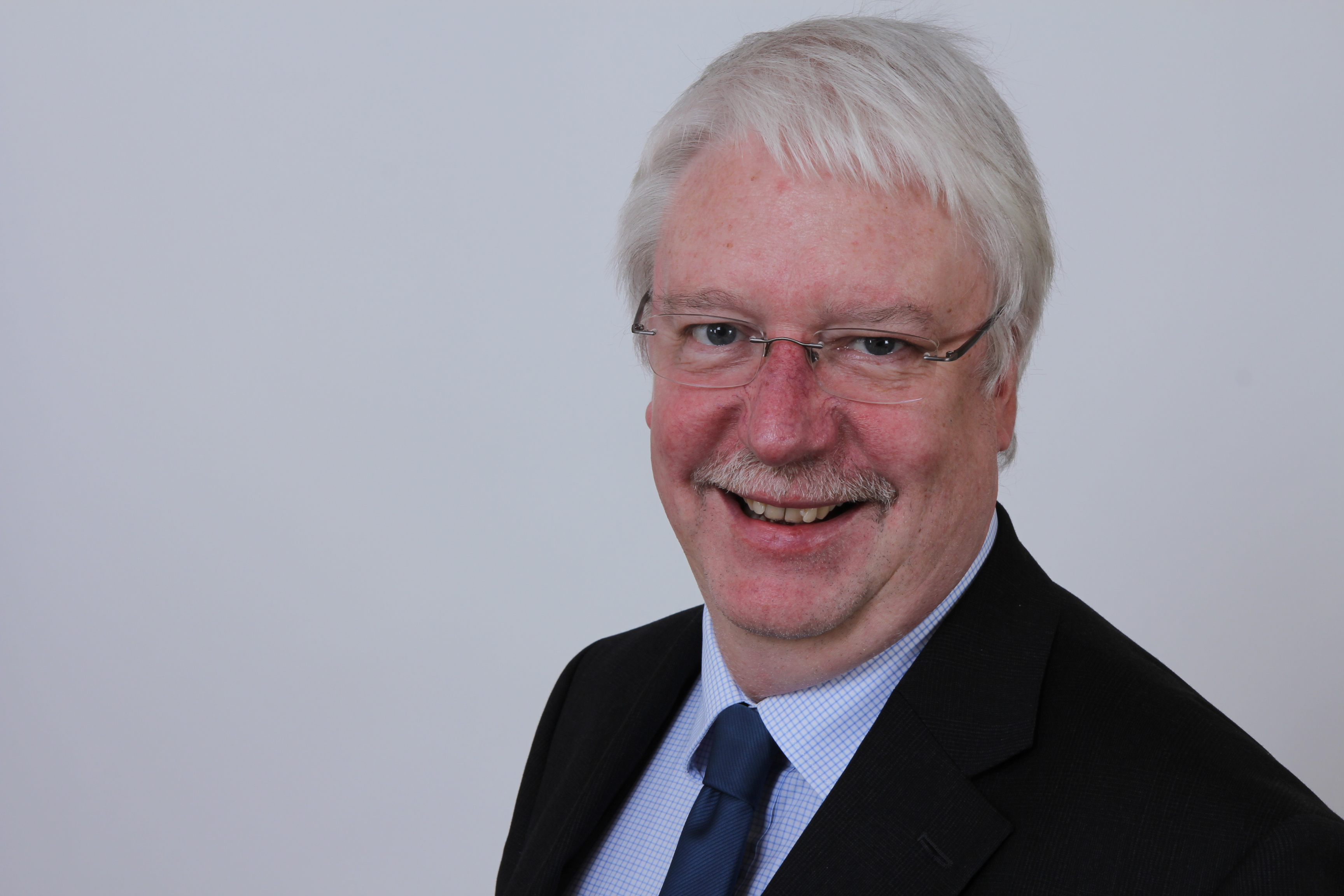
Jörg-Uwe Hahn (2013)

Jörg-Uwe Hahn (* 21. September 1956 in Kassel) ist ein deutscher Politiker (FDP). Von 2009 bis 2014 war er Hessischer Minister der Justiz, für Integration und Europa sowie stellvertretender Ministerpräsident und von 2006 bis 2014 Landesvorsitzender der hessischen FDP. Von 1987 bis 2024 war er Mitglied des Hessischen Landtags.

## Leben
Hahn legte 1975 sein Abitur an der Augustinerschule in Friedberg ab. Von 1975 bis 1980 studierte er Rechtswissenschaften an der Johann Wolfgang Goethe-Universität Frankfurt am Main. Im November 1980 legte er das erste juristische Staatsexamen ab. Danach wurde er Rechtsreferendar, im Juni 1983 erfolgte das zweite juristische Staatsexamen. Seit seiner Zulassung beim Oberlandesgericht Frankfurt (August 1983) arbeitet er als selbstständiger Rechtsanwalt in Frankfurt am Main.
Hahn ist evangelisch, seit April 2020 verwitwet und hat zwei Kinder.
2015 erhielt Hahn ein Ehrendoktorat der EBS Universität für Wirtschaft und Recht.

## Politik
Hahn wurde 1973 Mitglied der FDP sowie der Deutschen Jungdemokraten (DJD).
Er war vor allem in der Landespolitik tätig. 1982 wurde er Mitglied des Landesvorstandes der FDP Hessen. Bei den Landtagswahlen seit 1983 kandidierte er jeweils im Wahlkreis Wetterau I. Vom 5. April 1987 bis zum 18. Januar 2024 war er Abgeordneter im Hessischen Landtag. Dem Präsidium der Landespartei gehört Hahn von 1987 bis 1991 und wieder seit 1995 an. Im April 1989 wurde Hahn zum innen- und rechtspolitischen Sprecher der FDP-Fraktion im Landtag ernannt. Vom 7. April 1989 bis 31. März 1996 war er stellvertretender Fraktionsvorsitzender, von April 1996 bis April 1999 Parlamentarischer Geschäftsführer der FDP-Fraktion im Landtag, deren Vorsitz er ab dem 7. April 1999 bis zum 3. Februar 2009 innehatte. Vom 23. April 2005 bis Januar 2014 war Hahn ebenfalls Landesvorsitzender der FDP Hessen.
Auf lokaler Ebene saß Hahn von 1977 bis 1989, von 2001 bis 2009 sowie seit Juli 2016 im Kreistag des Wetteraukreises. Außerdem war Hahn im Zeitraum von 1991 bis 1999 und seit 2004 FDP-Kreisvorsitzender des Wetteraukreises. Seit Mai 2011 ist er Mitglied der Stadtverordnetenversammlung Bad Vilbel und stellvertretender Stadtverordnetenvorsteher, seit September 2011 dort auch Fraktionsvorsitzender seiner Partei.
Er war Mitglied der 10., 11., 12., 13. und 14. Bundesversammlung. Von Mai 2002 bis 2013 war Hahn Mitglied des Bundesvorstandes der FDP, seit 2011 auch im Präsidium.
Zur hessischen Landtagswahl 2008 und zur vorgezogenen Landtagswahl in Hessen 2009 war Hahn der Spitzenkandidat der FDP. Die Partei hatte angekündigt, keinesfalls einer Ampelkoalition beizutreten. 2009 wurde er Justiz- und Integrationsminister sowie Minister für Europaangelegenheiten und Stellvertreter des Ministerpräsidenten, zunächst Roland Kochs, ab dem 31. August 2010 Volker Bouffiers.
Im Jahr 2012 hatte Hahn den Vorsitz der Justizministerkonferenz inne.
Bei der Landtagswahl in Hessen 2013 trat er im Wahlkreis Wetterau I an. Hier unterlag er gegen Tobias Utter. Ihm gelang jedoch der Einzug in den Landtag über einen Listenplatz der Partei. Mit der Ernennung des Kabinetts Bouffier II am 18. Januar 2014 endete Hahns Amtszeit als stellvertretender Ministerpräsident und Justizminister.
Bei der Landtagswahl in Hessen 2023 kandidierte er auf eigenen Wunsch nicht mehr auf einer Spitzenposition. Er kandidierte auf Listenplatz 52. Wie zu erwarten reichte dieser Platz nicht für einen Wiedereinzug in den Hessischen Landtag, weshalb Hahn mit der Konstituierung des 21. Sitzung am 18. Januar 2024 aus dem Landtag ausschied.

## Nebentätigkeiten
Hahn war Mitglied des Aufsichtsrates der Fraport AG (ehem. FAG) und war bis Februar 2009 im Aufsichtsrat der Flughafen Frankfurt-Hahn GmbH.

## Positionen und Kontroversen
Nachdem die dänische Regierung die Wiederaufnahme von Grenzkontrollen an den Grenzübergängen nach Schweden und Deutschland zur Bekämpfung grenzüberschreitender Kriminalität angekündigt hatte, rief Hahn im Juli 2011 zum Boykott Dänemarks als Urlaubsland auf: „Wenn Dänemark zur Urlaubszeit wieder Grenzkontrollen einführt, kann ich nur dazu raten, auf der Stelle umzudrehen und lieber in Österreich oder Polen Urlaub zu machen.“
Am 7. Februar 2013 äußerte sich Hahn in einem Interview mit der Frankfurter Neuen Presse zur Personaldebatte um FDP-Parteichef Philipp Rösler: „Bei Philipp Rösler würde ich allerdings gerne wissen, ob unsere Gesellschaft schon so weit ist, einen asiatisch aussehenden Vizekanzler auch noch länger zu akzeptieren.“ Diese Äußerung wurde – nicht nur von politischen Kontrahenten – als rassistisch gewertet und rief deshalb kontroverse Reaktionen hervor. Rösler, weitere ranghohe Vertreter der FDP und Ausländerbeiräte stellten sich hinter Hahn und wiesen die Vorwürfe als auf Missverständnissen beruhend zurück.